# James Dunaway
James Dunaway (ur. 24 września 1982 w Duncan) – kanadyjski wioślarz.

## Osiągnięcia
- Mistrzostwa Świata – Linz 2008 – dwójka ze sternikiem – 1. miejsce[1].
- Mistrzostwa Świata – Poznań 2009 – ósemka – 2. miejsce[1].